# Deinococcus radiodurans

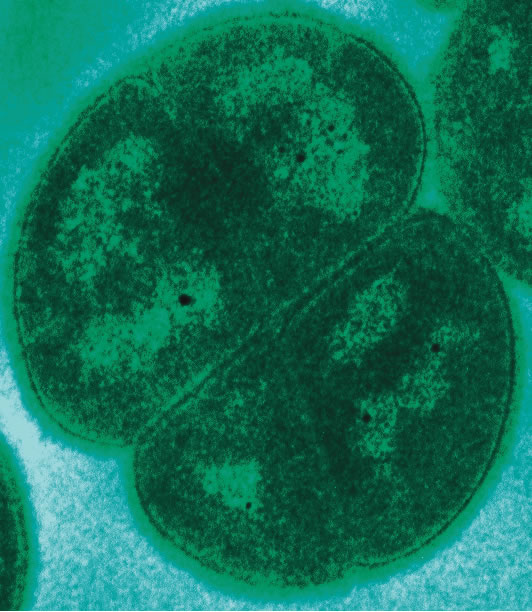
A Deinococcus radiodurans transzmissziós elektronmikroszkópos képe

A Deinococcus radiodurans egy extremofil baktérium, mely a legjobban ellenálló élőlény a radioaktivitással szemben. Túléli a hideget, a dehidratációt, a savas hatásokat, és ezért poliextremofil élőlénynek hívják, mely a Guinness Rekordok Könyve szerint az ismert legellenállóbb baktérium.
A baktériumot 1956-ban fedezték fel. Kísérletek folytak Oregonban (USA), a Mezőgazdasági Kísérleti Állomáson, konzervek sterilizálásával kapcsolatban. Nagy adag gamma-sugárzásnak vetettek alá konzerveket, abban reménykedve, hogy a gamma sugár elpusztítja az élet minden formáját. A konzerv megromlott és felfedezték a  D. radiodurans baktériumot, mely túlélte a gamma-sugárzást.
A baktérium teljes DNS szekvenciáját 1999-ben publikálták. A baktérium speciális tulajdonsággal bír: képes kijavítani a DNS hibákat. Amikor károsodás éri a sejteket, gyűrűszerű részeket alkot, ahol a DNS-t kijavítja és képes  újra összeállítani a genomot a károsodott DNS-ből.
D. radiodurans baktérium 1,5 – 3,5 µm átmérőjű élőlény. Négy összefüggő sejtből áll, könnyen szaporítható és nem okoz semmilyen betegséget.
A baktérium nagy mértékben ellenáll ionizáló sugárzások, ultraibolya fény, kiszáradás, oxidáció és elektrofil ágensekkel szemben.
A baktérium 5000 gray sugárdózist is túlél. Az emberre 5 Gy már halálos adag. Az évi háttérsugárzás a Földön 0,4 mGy.